# William Havemeyer
Pour les articles homonymes, voir Havemeyer.
William Havemeyer (né le 12 février 1804, mort le 30 novembre 1874) est un homme d'affaires et homme politique américain démocrate, qui a été à plusieurs reprises maire de New York.
Il a été élu pour un premier mandat 1845-1846, puis pour un deuxième mandat en 1848-1849 et enfin en 1873-1874.

## Biographie
Né à New York, il est le fils de William Havemeyer (1770–1851) qui est le premier de la famille à avoir émigré depuis l'Allemagne. Il entre en politique en 1844, après avoir été directeur de la Merchants' Exchange Bank.
Il est le père d'Henry Osborne Havemeyer.